# Rutilio Ruiz Hernández
Rutilio Ruiz Hernández, maestro rural, campesino, comerciante y líder social, nació en San Juan Achiutla, Oaxaca, México, el 2 de agosto de 1900 y murió el 17 de enero de 1988 en la misma población. Durante su juventud fue el único maestro de escuela primaria de su pueblo, la que contaba únicamente con cuatro grados de estudios. Hijo de doña María Ascensión Hernández y don José Isidro Ruiz.

## Constructor caminero
Coordinó y dirigió la construcción del camino San Felipe Ixtapa– Tlacotepec entre 1949 y 1966 el cual fue construido con la mano de obra, con tequio de los campesinos de la región y la tercera parte con el apoyo y recursos federales. La construcción de esta carretera de terracería, que en su tiempo sacó definitivamente a los pueblos ubicados en su ruta del aislamiento, atraso y abandono, la hizo entre la franca colaboración, y en ocasiones obstrucción, de poblaciones y personas de la zona y con dotaciones limitadas de recursos económicos y materiales. Para esta obra trató a notables personajes que intervinieron para favorecer e impulsar su construcción como el doctor en antropología Alfonso Caso y Andrade entonces titular del Instituto Nacional Indigenista (I.N.I., hoy Instituto Nacional de los Pueblos Indígenas), al médico Manuel Hernández Hernández presidente de la Coalición de Pueblos Mixtecos Oaxaqueños y diputado, al Ing. Miguel García Cruz indígena mixteco entonces Secretario General del Instituto Mexicano del Seguro Social y diputado, al doctor en antropología Gonzalo Aguirre Beltrán funcionario y también luego titular del I.N.I., y con el profesor Raúl Ruiz Bautista achiutleco, convocador, iniciador e impulsor de ese camino, personajes clave para la construcción de la vía de comunicación referida. También alternó con el Ing. Walter Cross Buchanan, con el Sr. Rómulo O'Farrill Jr. quienes fueron altos funcionarios del entonces Comité Nacional de Caminos Vecinales y organismos que de éste se derivaron. 

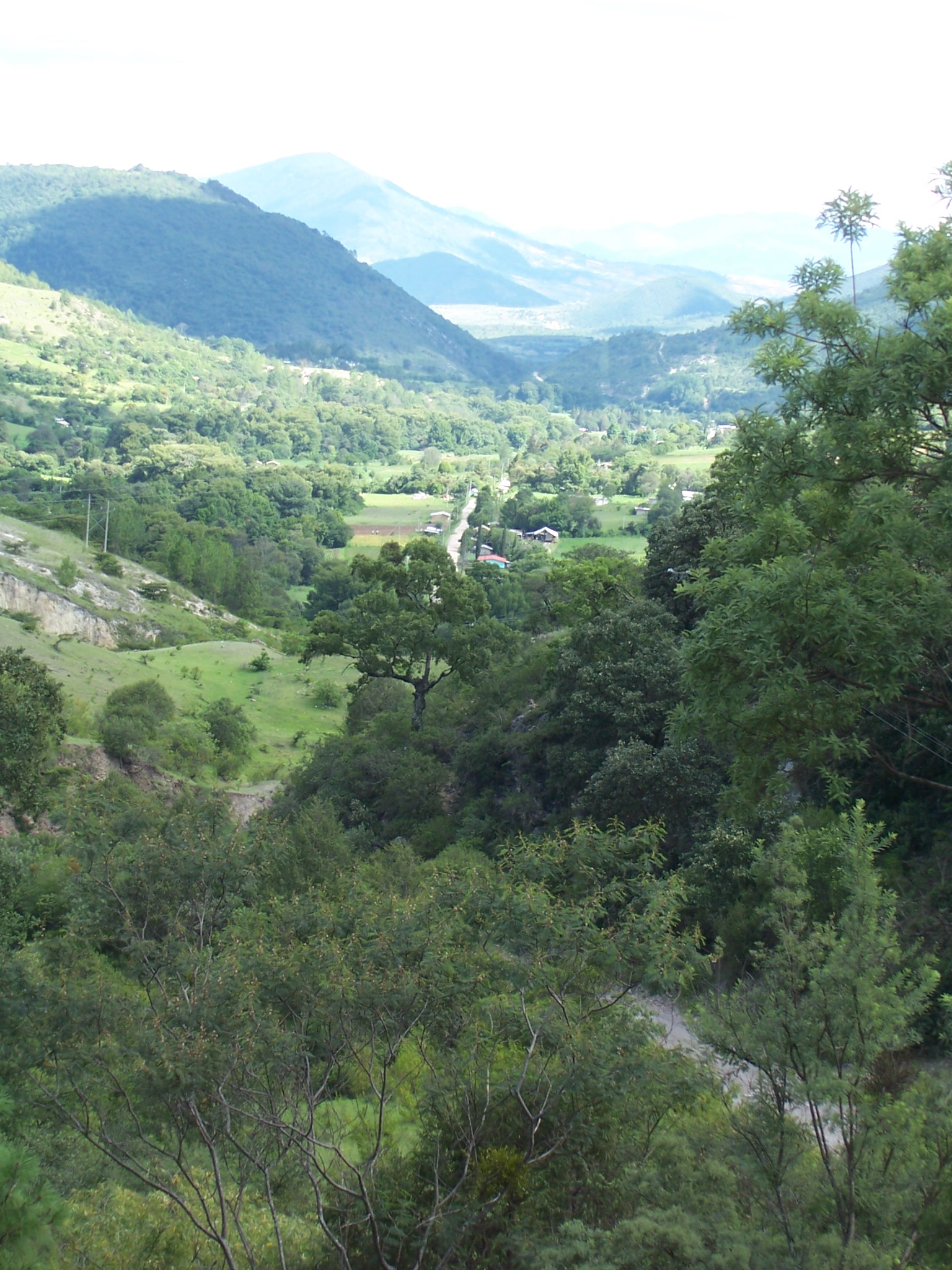
Camino Ixtapa - Tlacotepec a su llegada a San Juan Achiutla, Oaxaca, México

## Representante y líder social
Fungió de 1949 a 1966 como presidente del Comité Regional Pro-Camino Ixtapa – Tlacotepec que agrupó a los pueblos de esa ruta en la Mixteca Alta. En el quinto capítulo del libro Camino por la Mixteca. Un testimonio y documentos para la microhistoria de San Juan Achiutla y la Mixteca Alta en el estado de Oaxaca de Raúl Ruiz Bautista, se pueden leer varios de los escritos de Don Rutilio -como era conocido- donde se reflejan sus enormes esfuerzos, penurias y logros durante la construcción de ese importante camino. En 1951 fue elegido Secretario General del Comité Regional de Comunidades y Jóvenes Indígenas en San Juan Achiutla, Secretario General del Comité Regional Indigenista Mixteco, en 1956 fue Presidente del Comité Municipal del Partido Revolucionario Institucional en San Juan Achiutla; desde 1952 representante de la Coalición de Pueblos Mixtecos Oaxaqueños en la misma población, a partir de 1953 representante de Vanguardia Progresista de San Juan Achiutla en el Distrito Federal, en el citado Pueblo; mediador, pacificador y testigo de los acuerdos de límites entre San Miguel Achiutla y San Bartolomé Yucuañe en el Estado de Oaxaca, celebrados entre 1952 y 1953. 
El miércoles 7 de junio de 1967, salió publicado en Carteles del Sur, el Diario de Oaxaca, un amplio artículo de María del Refugio G. de Alva titulado El camino de don Rutilio donde extensamente hizo la semblanza de la lucha por el camino realizada por el líder. El reportaje aparece completo en las páginas 280 a la 282 del libro citado en el párrafo anterior.
Con voluntad probada, durante toda su existencia trabajó y lideró a los habitantes de su pueblo y la región de la Mixteca Alta para mejorar sus condiciones de vida y sociales, razón por la que la avenida principal de San Juan Achiutla lleva su nombre.

## Referencias

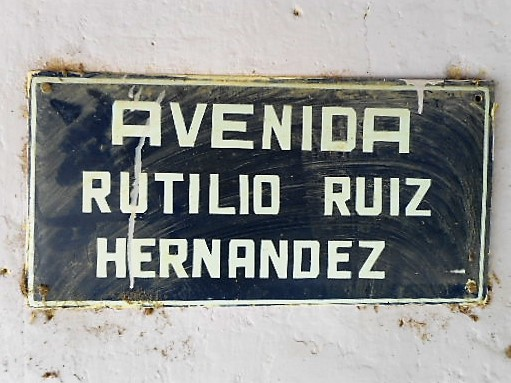
La calle principal de San Juan Achiutla, Oaxaca, México,lleva su nombre